# Clash Royale
„Clash Royale“ е безплатна мобилна игра. Тя съчетава елементи от колекционерски игри с карти, отбранителна кула и мултиплейър онлайн бойна арена (МОБА). Пусната е в световен мащаб на 2 март 2016 г. Играта е създадена от финландската компания за видеоигри Supercell.

## Пускане
Играта е софт стартирана през 4 януари 2016 в Швеция, Австралия, Канада, Хонг Конг, Норвегия, Дания, Исландия, Финландия и Нова Зеландия. Clash Royale е най-популярното приложение в САЩ.
|  | Тази страница частично или изцяло представлява превод на страницата Clash Royale в Уикипедия на английски. Оригиналният текст, както и този превод, са защитени от Лиценза „Криейтив Комънс – Признание – Споделяне на споделеното“, а за съдържание, създадено преди юни 2009 година – от Лиценза за свободна документация на ГНУ. Прегледайте историята на редакциите на оригиналната страница, както и на преводната страница, за да видите списъка на съавторите. ВАЖНО: Този шаблон се отнася единствено до авторските права върху съдържанието на статията. Добавянето му не отменя изискването да се посочват конкретни източници на твърденията, които да бъдат благонадеждни. |